# Peter Krause
Peter Krause (12. kolovoza 1965.) je američki filmski i televizijski glumac, redatelj i producent. Vjerojatno je najpoznatiji po svojim glavnim ulogama Natea Fishera u seriji Dva metra pod zemljom, Adama Bravermana u seriji Parenthood, Nicka Georgea u seriji Prljavi seksi novac i Caseyja McCalla u humorističnoj seriji Sports Night. 

## Rani život
Krause je rođen u gradu Alexandria, država Minnesota. Njegova majka bila je učiteljica drugog razreda, a otac profesor u srednjoj školi. Odrastao je u gradiću Roseville (Minnesota), zapravo predgrađu St. Paula. Ima brata i sestru - Michaela i Amy.
Krause je diplomirao na koledžu Gustavus Adolphus u St. Peteru i to englesku književnost. Također je završio glumački program u New Yorku. 

## Karijera
Ranih 90-ih godina prošlog stoljeća Krause je ostvario mnoge gostujuće uloge u televizijskim serijama poput Seinfelda, Beverly Hillsa, 90210 i Ellen. Od 1996. godine povremeno je glumio zeta Cybill Shepherd u njezinom sitcomu Cybill u četiri sezone. U razdoblju od 1998. do 2000. godine Krause je glumio lik Caseyja McCalla u ABC-jevoj komediji Sports Night koju je kreirao Aaron Sorkin. Premda je serija dobivala uglavnom pozitivne kritike, borila se s gledanošću i u konačnici je ukinuta nakon dvije sezone.
Krause je nakon toga glumio glavnu ulogu u HBO-ovoj dramskoj seriji Dva metra pod zemljom koja se prikazivala u razdoblju od 2001. do 2005. godine. Za ulogu direktora pogrebnog poduzeća Natea Fishera, Krause je sveukupno zaradio sedam glumačkih nominacija (uključujući i tri za prestižnu televizijsku nagradu Emmy).
U ljeto 2004. godine Krause je nastupio na Broadwayju u predstavi After the Fall autora Arthura Millera.
U prosincu 2006. godine glumio je glavnu ulogu, detektiva Joea Millera, u znanstveno-fantastičnoj mini-seriji The Lost Room.
U razdoblju od 2007. do 2009. godine Krause je glumio mladog odvjetnika Nicka Georgea u ABC-jevoj dramskoj seriji Prljavi seksi novac uz glumačkog veterana Donalda Sutherlanda.
U ožujku 2009. godine Krause je dobio ulogu Adama Bravermana u NBC-jevoj dramediji Parenthood. Godinu dana kasnije, u ožujku 2010. godine serija je doživjela svoju premijeru u među-sezoni. U svibnju iste godine odobreno je snimanje kompletne druge sezone.
Krause se 2011. godine pojavio u filmu Beastly temeljenom na istoimenom romanu autora Alexa Flinna iz 2007. godine.

## Osobni život
Krause sa svojom bivšom djevojkom Christine Kinge ima sina imena Roman koji je rođen u studenom 2001. godine. Trenutno se nalazi u vezi sa svojom kolegicom iz serije Parenthood - Lauren Graham.

## Vanjske pozvenice
- Peter Krause u internetskoj bazi filmova IMDb-u (engl.)